# Đại học Silesia ở Katowice
Đại học Silesia ở Katowice (tiếng Ba Lan: Uniwersytet Śląski w Katowicach, UŚ) là một trường đại học tự chủ ở tỉnh Silesia, Katowice, Ba Lan. Không nên nhầm lẫn với một trường đại học có tên tương tự ở Cộng hòa Séc, Đại học Silesian ở Opava (Slezská univerzita v Opavě).
Trường đại học cung cấp chương trình giáo dục đại học và cơ sở nghiên cứu. Trường đào tạo chương trình cử nhân, thạc sĩ, và tiến sĩ, cũng như sau đại học, nghiên cứu sau tiến sĩ, Habilitation, và các chương trình giáo dục và đào tạo liên tục.

## Lịch sử
Nguồn gốc của Đại học Silesia ở Katowice bắt đầu từ năm 1928, khi Instytut Pedagogiczny w Katowicach (Viện sư phạm ở Katowice) được thành lập tại Katowice tồn tại đến năm 1939. Vào năm 1950, trường sư phạm cao học ở Katowice được thành lập,, tuy nhiên, sự chuẩn bị đầu tiên để hình thành trường đại học Silesia ở Katowice sau khi kết thúc Thế chiến thứ hai.
Vào tháng 6 năm 1962, một chi nhánh của Đại học Jagiellonia được xây dựng tại Katowice, nơi tập trung, ngoài nhân văn, về toán học, vật lý và luật. Cùng với trường cao học sư phạm ở Katowice, đây là những nền tảng của những gì đã đến vào ngày 8 tháng 6 năm 1968, với tư cách là Đại học Silesia ở Katowice. Và thế là vào ngày 1 tháng 10 năm 1968, Đại học (gồm bốn khoa) đã khai trương năm học đầu tiên, cung cấp cho gần 6.000 sinh viên mười hai chương trình, như triết học, sư phạm, tâm lý học, lịch sử, luật, hành chính, toán học, vật lý, hóa học, giáo dục thể chất, kỹ thuật điện và cơ khí. Ba năm sau, chi nhánh của Đại học tại Cieszyn được thành lập, và trong những năm tiếp theo (1974-1978), sáu khoa mới được mở thêm. Trong những năm 2002 và 2003, hai khoa cuối cùng đã được thành lập, có nguồn gốc từ chi nhánh cải cách của Đại học tại Cieszyn.

## Vị trí

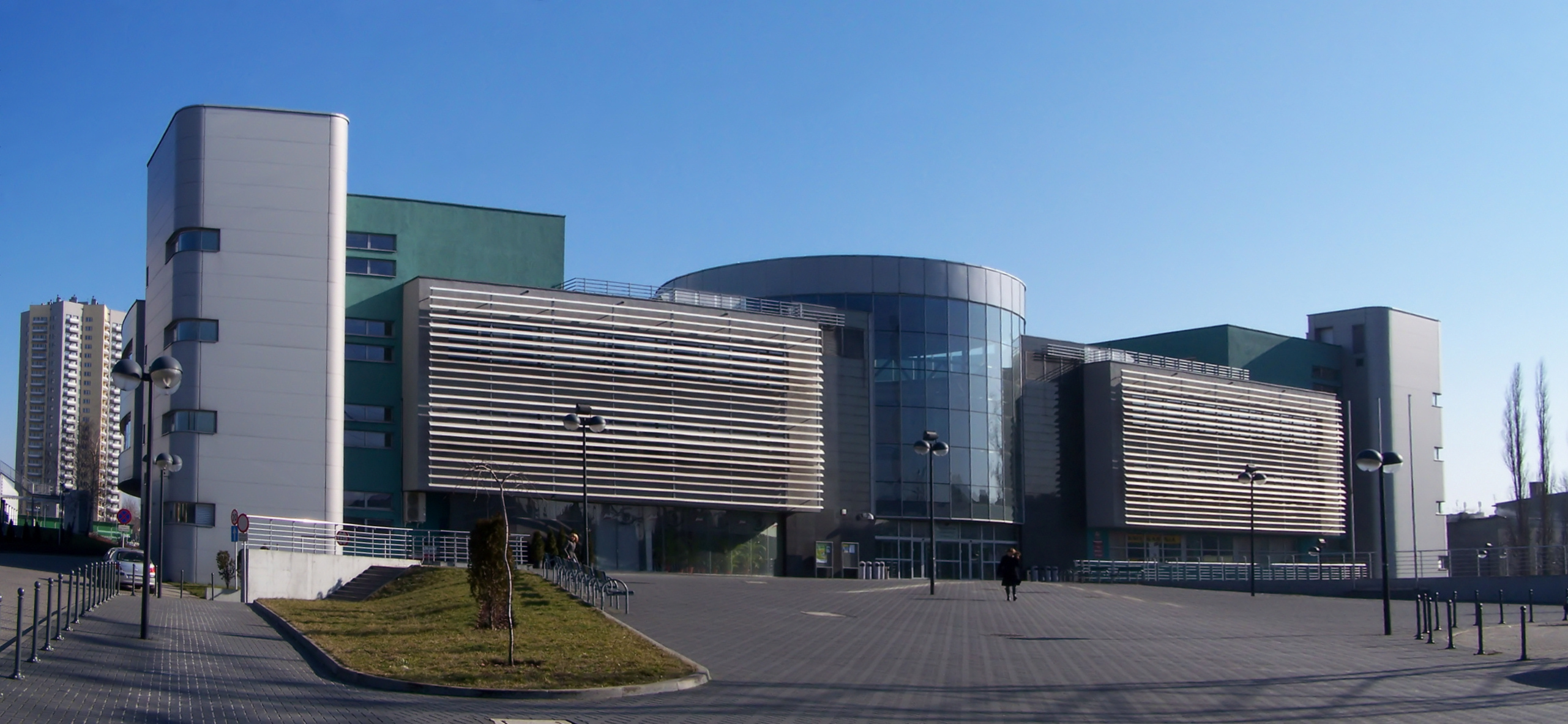
Tòa nhà của Bộ Luật và Hành chính, Katowice

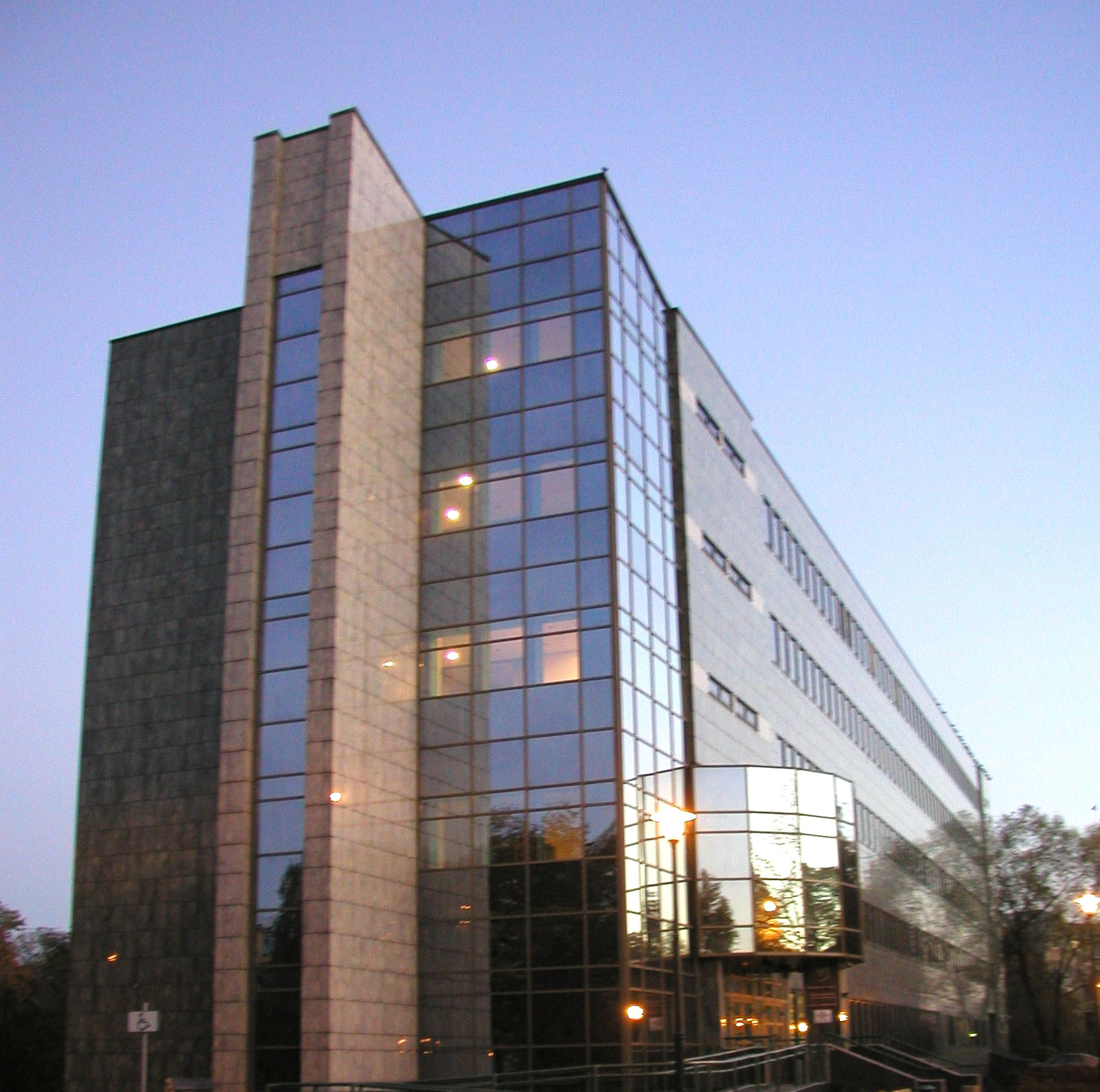
Khoa Khoa học Máy tính và Vật liệu, Sosnowiec

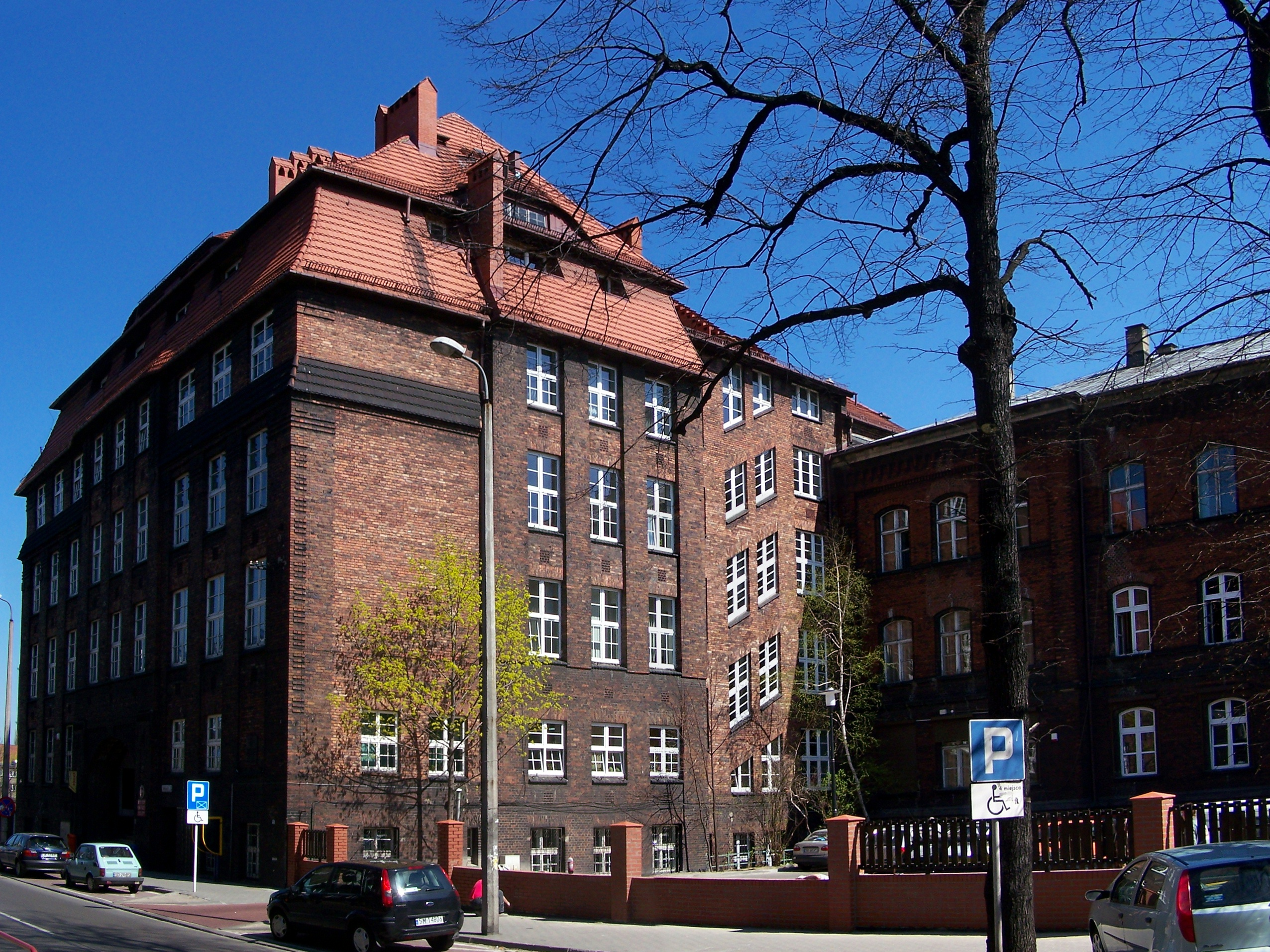
Tòa nhà chính của Viện Hóa học, (một phần của Khoa Toán, Vật lý và Hóa học), Katowice

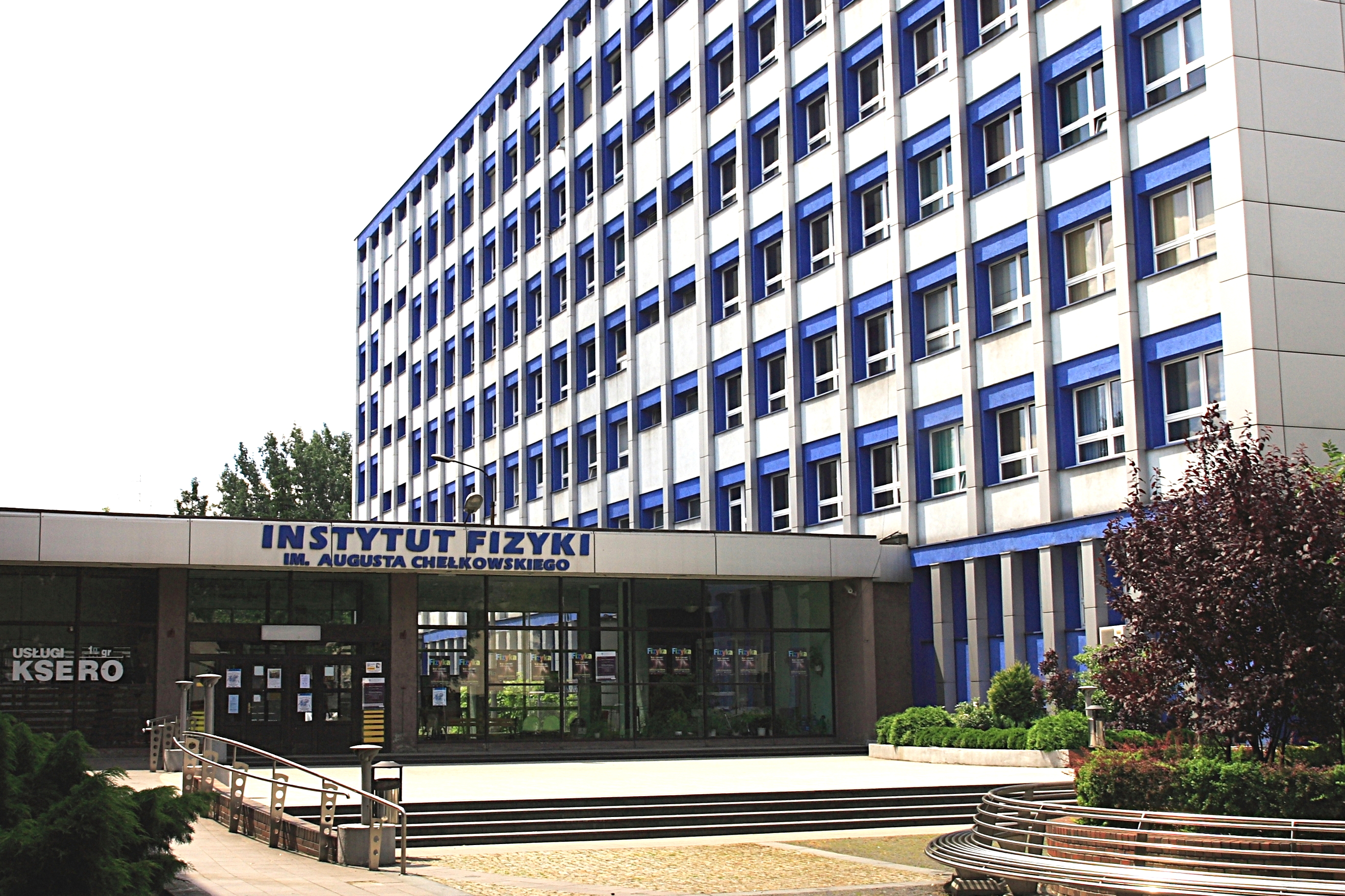
Viện Vật lý, (một phần của Khoa Toán, Vật lý và Hóa học), Katowice

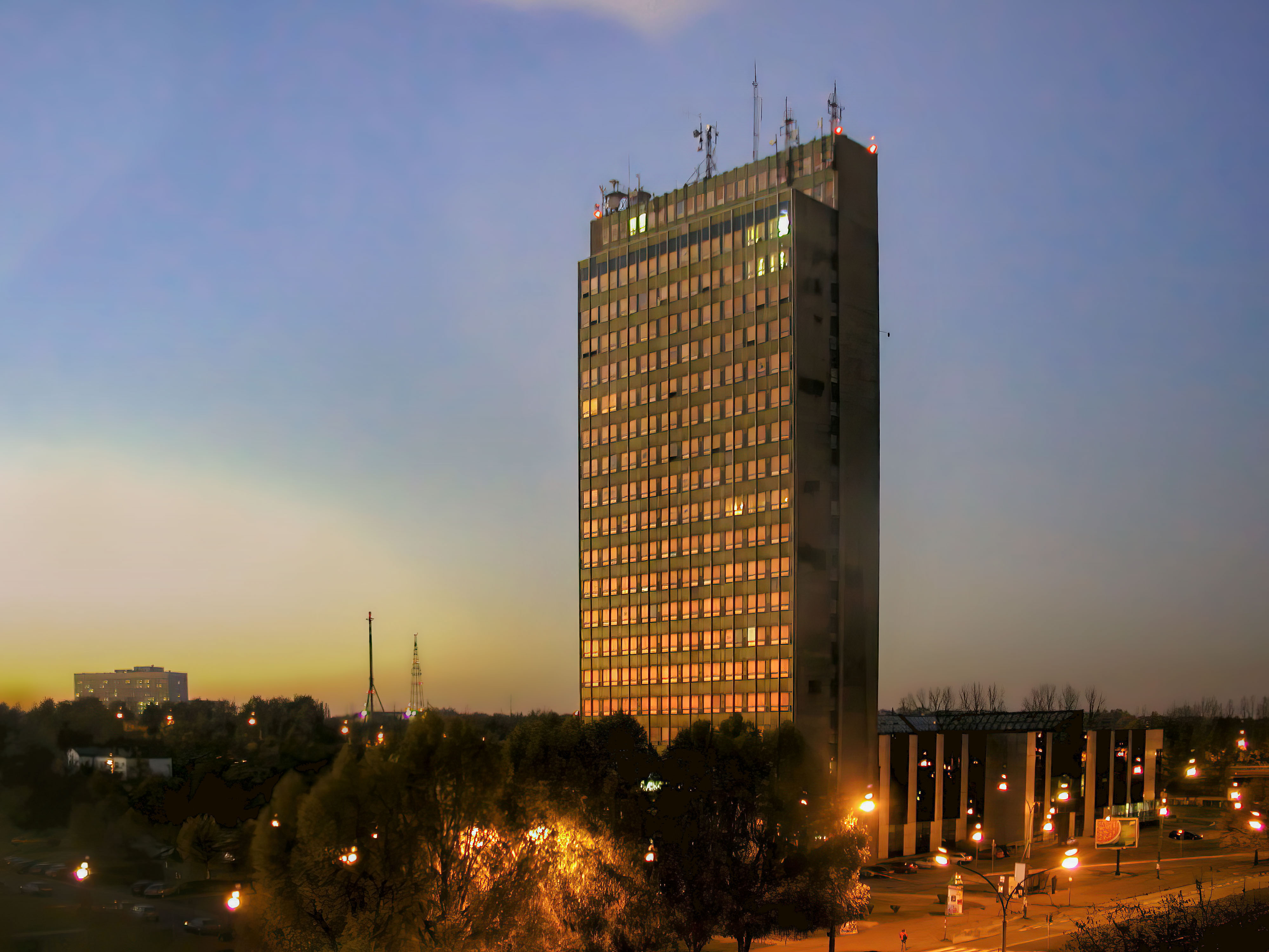
Tòa nhà Khoa Khoa học Trái đất, Sosnowiec

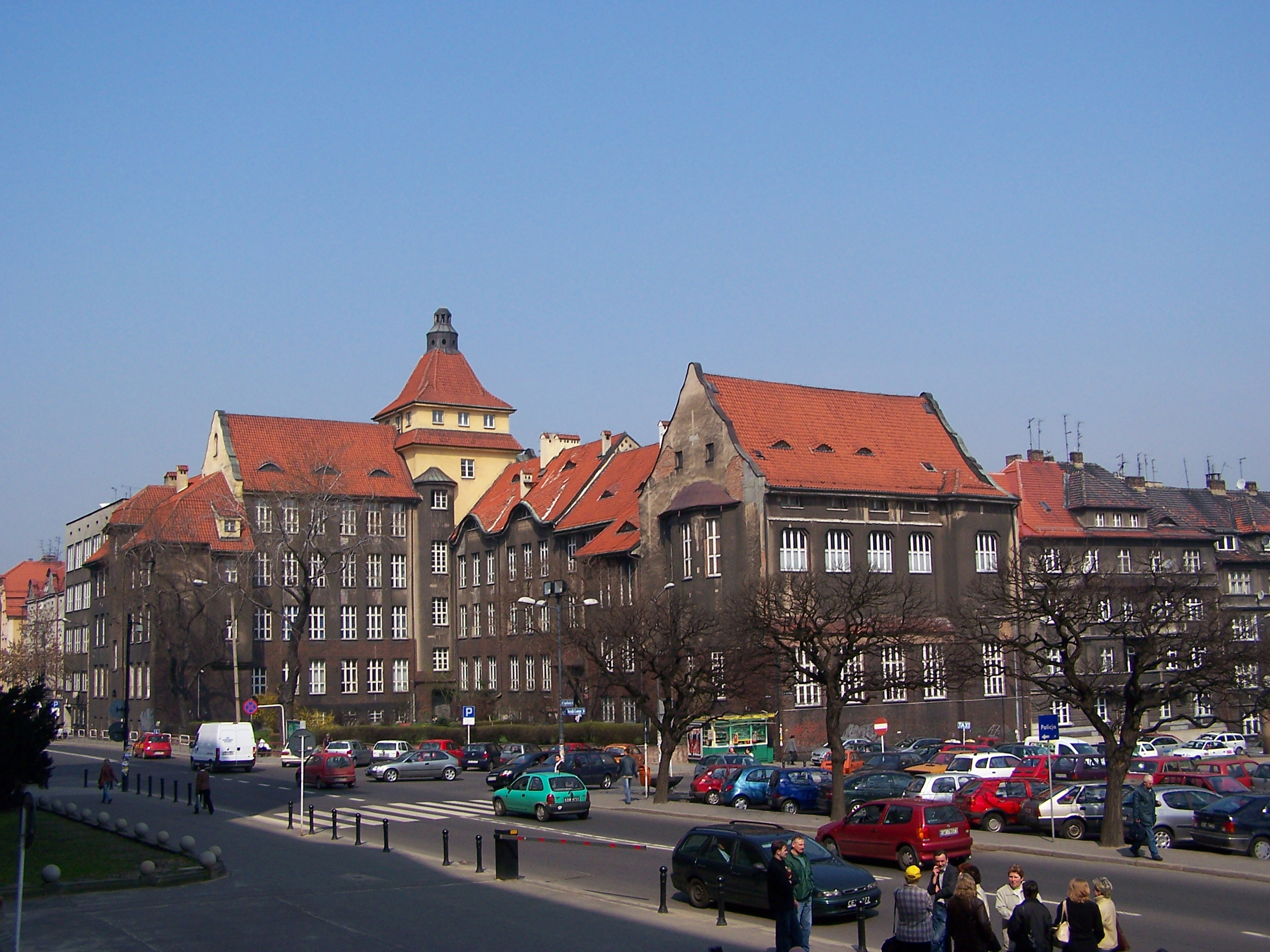
Khoa Sinh học và Bảo vệ Môi trường, Katowice

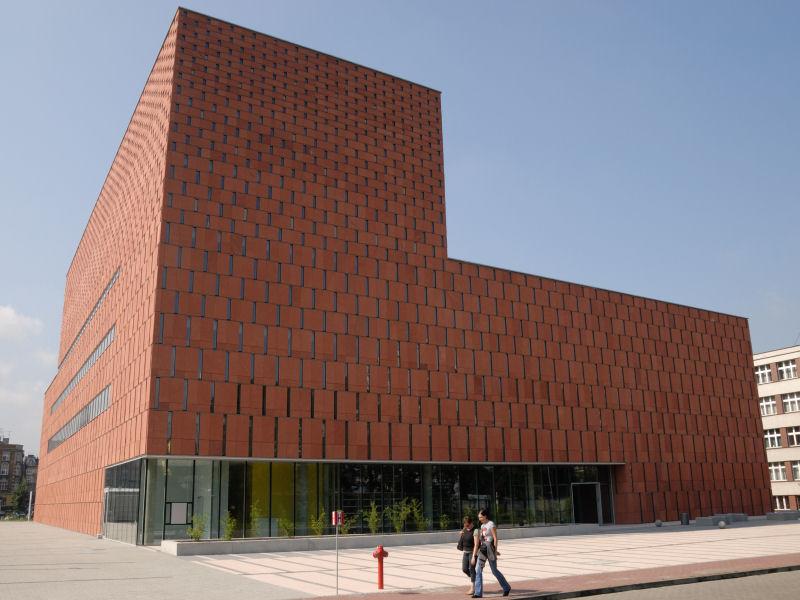
Trung tâm thông tin khoa học và thư viện học thuật (CINiBA)

Uniwersytet ląski w Katowicach có các cơ sở tại bốn thành phố trong khu vực: Katowice, Sosnowiec, Cieszyn và Chorzów. Phần lớn các cơ sở đều nằm ở Katowice; khuôn viên chính của trường nằm ở trung tâm thành phố.
Trường đại học nằm ở trung tâm của một khu vực dân tộc hóa và phức tạp hóa cao, Khu đô thị Thượng Silesia. Công nghiệp nặng là một ảnh hưởng đáng kể, và những thách thức sinh thái đối với môi trường là rất nguy cấp. Trường đại học cố gắng duy trì liên kết chặt chẽ với các ngành công nghiệp địa phương và truyền thống Silesian.

## Sự kiện và số liệu
- Số lượng giáo viên: 2.082
- Số học sinh: 27.395
- Số khoa: 12
- Số lượng chương trình: 71
- Số lượng chuyên ngành: 234 [1]

## Thỏa thuận quốc tế
Đại học Silesia đã ký hơn 600 thỏa thuận song phương với các tổ chức đối tác ở các quốc gia trên toàn thế giới. Trong số các trường, Đại học Silesia hợp tác với: Đại học bang Saint Petersburg, Đại học Buenos Aires, Đại học Alberta, Đại học Ngoại ngữ Bắc Kinh, Đại học Ngoại ngữ Tokyo  và trong khuôn khổ chương trình Erasmus + với: Đại học Vienna, Đại học Helsinki, Đại học Charles tại Prague, Đại học Birmingham, Đại học Strasbourg, Đại học Bologna, Đại học Sapienza của Rome, Đại học Verona, Đại học Lisbon, Đại học Stockholm, Đại học Oslo, Đại học Paris-Sorbonne, Đại học Zurich, Đại học Zurich của Valencia, Đại học Barcelona.

## Khoa
Đại học Silesia ở Katowice có các trường ngôn ngữ hiện đại, khoa học tự nhiên và công nghệ, và một trường cao đẳng đào tạo giáo viên ngôn ngữ.
Nó được chia thành các khoa sau:
- Khoa Mỹ thuật và Âm nhạc [18]
- Khoa Sinh học và Bảo vệ Môi trường [19]
- Khoa Dân tộc học và Khoa học Giáo dục [20]
- Khoa Triết học [21]
- Khoa Khoa học Máy tính và Khoa học Vật liệu [22]
- Khoa Toán, Vật lý và Hóa học [23]
- Khoa Khoa học Trái đất [24]
- Khoa Khoa học Xã hội [25]
- Khoa Sư phạm và Tâm lý học [26]
- Khoa Luật và Hành chính [27]
- Khoa Phát thanh và Truyền hình [28]
- Khoa Thần học [29]

## Hiệu trưởng
- giáo sư dr hab. Kazimierz Popiołek (1968/07/02 – 1972-09-30)
- giáo sư dr hab. Henryk Rechowicz (1972-10-01 – 1980-07-05)
- giáo sư dr hab. Sędzimir Klimaszewski (1980/12/05 – 1980/12/15, 1980/12/16 – 1981/09/30, 1982/06/01 – 1984/09/30, 1984/10/01 – 1987/09/30, 1987-10-01 – 1990-11-30)
- giáo sư dr hab. Tháng Tám Chełkowski (1981-10-01 – 1982-01-16)
- giáo sư dr hab. Maksymilian Pazdan (1990-12-01 – 1993-08-31, 1993-09-01 – 1996-08-31)
- giáo sư dr hab. Tadeusz Sławek (1996-09-01 – 1999-08-31, 1999-09-01 – 2002-08-31)
- giáo sư dr hab. Janusz Janeczek (2002-09-01 – 2005-08-31, 2005-09-01 – 2008-08-31)
- giáo sư dr hab. Wiesław Banyś (2008-09-01 – 2012-08-31, 2012-09-01 – 2016-08-31)
- giáo sư dr hab. Andrzej Kowalchot [30] (Hiệu trưởng hiện tại)

## Thư viện
Trung tâm thông tin khoa học và Thư viện học thuật (Từ viết tắt tiếng Ba Lan: CINiBA), được khai trương vào năm 2012, là một thư viện khoa học hiện đại mở cho sinh viên và các nhà nghiên cứu, nhưng cũng có thể cho những người không liên quan đến các hoạt động học tập hoặc đại học. Là một dự án hợp tác của Đại học Silesia và Đại học Kinh tế tại Katowice, hầu hết các tài liệu đều có sẵn miễn phí trong không gian mở mà người dùng có quyền tham gia miễn phí. Thư viện được trang bị các công nghệ thông tin và công cụ hiện đại, và được điều chỉnh để đáp ứng mong đợi của người khuyết tật.

## Xếp hạng
Năm 2017, Times Greater Education đã xếp hạng các trường đại học trong phạm vi từ hạng 801-1000 trên toàn cầu.

## Giáo sư đáng chú ý
- Krzysztof Kieślowski
- Krzysztof Zanussi
- Jerzy Stuhr
- Andrzej Fidyk
- Marcin Koszałka
- Eugenia Mandal
- Marcin Wrona
- Bogdan Dziworski
- Filip Bajon
- Marek Kuczma
- Tháng Tám Chełkowski
- Jan Mikusiński
- Piotr Zawojski

## Sinh viên đáng chú ý
- Renata Przemyk, ca sĩ
- Krystyna Bochenek, chính trị gia
- Michał Rosa, đạo diễn phim
- Bartosz Konopka, đạo diễn phim, đề cử giải Oscar
- Tomasz Beksiński, người dẫn chương trình phát thanh và nhà báo